# Amami (Kagoshima)
Pour les articles homonymes, voir Amami.
Amami (奄美市, Amami-shi) est une ville située dans la préfecture de Kagoshima, au Japon.

## Géographie

### Situation
Amami est située dans le centre et le nord-est d'Amami Ō-shima, l'île principale des îles Amami.

### Municipalités limitrophes
| mer de Chine orientale | mer de Chine orientale | Tatsugō         |
| Yamato                 | Amami                  | océan Pacifique |
| Uken                   | Setouchi               | océan Pacifique |

### Démographie
En janvier 2020, la population d'Amami s'élevait à 43 222 habitants, répartis sur une superficie de 308,27 km2.

## Histoire
La ville moderne d'Amami a été créée le 20 mars 2006 de la fusion de la ville de Naze, du bourg de Kasari et du village de Sumiyō.

## Transports
Amami possède un aéroport (code IATA : ASJ • code OACI : RJKA).
Le port de Naze est desservi par le ferry reliant Kagoshima à Okinawa.

## Jumelages
La ville d'Amami est jumelée avec les villes suivantes :
- Nacogdoches (États-Unis)
- Nishinomiya (Japon)